# Zoabreiniger
Een zoabreiniger (In Nederland vaak zoabcleaner genoemd) is een speciaal voertuig dat gebruikt wordt om wegen die geplaveid zijn met ZOAB te reinigen, veelal om olieresten te verwijderen die na ongelukken in de open delen van het asfaltbeton blijven zitten en daar gladheid veroorzaken. .  

## Werking
Een zoabreiniger bestaat meestal uit een vrachtwagen die uitgerust is met een systeem dat op een mechanische tapijtreiniger lijkt: er wordt onder hoge druk (350 tot 1000 bar)  een reinigingsvloeistof of water in het vervuilde wegdek gespoten die vervolgens weer opgezogen wordt. Vaak volgt er ook nog een borstelactie om het wegdek weer droog te krijgen. Omdat de vuile vloeistof weer terug in de tank komt, is de gebruiksradius van een zoabcleaner beperkt door het volume vloeistof dat in de tanks opgeslagen kan worden. 